# Shèla e Espon
Shèla Espon (en francès Chelle-Spou) és un municipi francès situat al departament dels Alts Pirineus i a la regió d'Occitània.

## Demografia
| 1806                                       | 1836 | 1911 | 1921 | 1936 | 1946 | 1962 | 1968 | 1975 | 1982 | 1990 | 1999 | 2007 |
| ------------------------------------------ | ---- | ---- | ---- | ---- | ---- | ---- | ---- | ---- | ---- | ---- | ---- | ---- |
| 329                                        | 450  | 261  | 212  | 170  | 139  | 103  | 114  | 103  | 95   | 95   | 91   | 92   |
| Des de 1962: població sense dobles comptes |      |      |      |      |      |      |      |      |      |      |      |      |

## Administració
| Període   | Identitat       | Partit |
| --------- | --------------- | ------ |
| 2001-2008 | Clément Cieutat |        |
| 2008-     | Patrick Darre   |        |